# HK Olimpija 1984/85
V sezoni 1984/85 je HK Olimpija osvojila tretje mesto v jugoslovanski ligi in uvrstitev v drugi krog pokala evropskih prvakov.

## Postava
- Trener:  Janez Petač

| Vratarji | Vratarji                                        | Vratarji        | Vratarji    | Vratarji | Vratarji                    | Vratarji             |
| -------- | ----------------------------------------------- | --------------- | ----------- | -------- | --------------------------- | -------------------- |
| #        | Nar                                             | Igralec         | Boljša roka | Sez.     | Starost (rojstni dan)       | Kraj rojstva         |
|          | Socialistična federativna republika Jugoslavija | Zvonimir Bolta  |             | 2        | 22 let (17. maj 1962)       | Ljubljana, Slovenija |
|          | Socialistična federativna republika Jugoslavija | Domine Lomovšek |             | ?        | 30 let (13. september 1954) | Ljubljana, Slovenija |

| Branilci | Branilci                                        | Branilci      | Branilci    | Branilci | Branilci                | Branilci             |
| -------- | ----------------------------------------------- | ------------- | ----------- | -------- | ----------------------- | -------------------- |
| #        | Nar                                             | Igralec       | Boljša roka | Sez.     | Starost (rojstni dan)   | Kraj rojstva         |
|          | Socialistična federativna republika Jugoslavija | Igor Beribak  |             | 2        | 20 let (18. maj 1964)   | Ljubljana, Slovenija |
|          | Socialistična federativna republika Jugoslavija | Vojko Lajovec |             | 2        | 22 let (18. marec 1962) | Ljubljana, Slovenija |
|          | Socialistična federativna republika Jugoslavija | Darko Prusnik |             | 1        | 28 let (7. marec 1956)  | Ljubljana, Slovenija |

| Napadalci | Napadalci                                       | Napadalci     | Napadalci | Napadalci   | Napadalci | Napadalci                  | Napadalci            |
| --------- | ----------------------------------------------- | ------------- | --------- | ----------- | --------- | -------------------------- | -------------------- |
| #         | Nar                                             | Igralec       | Položaj   | Boljša roka | Sez.      | Starost (rojstni dan)      | Kraj rojstva         |
|           | Socialistična federativna republika Jugoslavija | Marjan Gorenc | F         | leva        | 2         | 20 let (27. februar 1964)  | Ljubljana, Slovenija |
|           | Socialistična federativna republika Jugoslavija | Blaž Lomovšek | F         |             | ?         | 27 let (24. december 1956) | Ljubljana, Slovenija |
|           | Socialistična federativna republika Jugoslavija | Nik Zupančič  | RW        | desna       | 1         | 15 let (3. november 1968)  | Ljubljana, Slovenija |

## Tekmovanja

### Jugoslovanska liga
Uvrstitev: 3. mesto

#### Prvi del
| Mesto | Klub                  | OT | DG  | PG  | Točke |
| ----- | --------------------- | -- | --- | --- | ----- |
| 1.    | HK Crvena Zvezda      | 14 | 120 | 37  | 27    |
| 2.    | HK Jesenice           | 14 | 109 | 36  | 24    |
| 3.    | HK Olimpija           | 14 | 99  | 42  | 20    |
| 4.    | HK Kranjska Gora      | 14 | 57  | 74  | 14    |
|       |                       |    |     |     |       |
| 5.    | HK Partizan Beograd   | 14 | 57  | 88  | 12    |
| 6.    | HK Vojvodina Novi Sad | 14 | 57  | 75  | 10    |
| 7.    | HK Cinkarna Celje     | 14 | 41  | 90  | 4     |
| 8.    | KHL Medveščak         | 14 | 33  | 123 | 1     |

#### Drugi del
| Mesto | Klub             | OT | DG | PG  | Točke |
| ----- | ---------------- | -- | -- | --- | ----- |
| 1.    | HK Jesenice      | 12 | 82 | 36  | 21    |
| 2.    | HK Crvena Zvezda | 12 | 83 | 64  | 19    |
| 3.    | HK Olimpija      | 12 | 70 | 65  | 13    |
| 4.    | HK Kranjska Gora | 12 | 49 | 119 | 5     |

### Pokal evropskih prvakov
Uvrstitev: Drugi krog

#### Prvi krog
| 1. klub     | Rezultat          | 2. klub     |
| ----------- | ----------------- | ----------- |
| HK Olimpija | 6:5, 4:5 (3:2 KS) | CSKA Sofija |

#### Drugi krog
| 1. klub          | Rezultat          | 2. klub     |
| ---------------- | ----------------- | ----------- |
| Vissers Nijmegen | 4:5, 4:3 (1:0 KS) | HK Olimpija |